# John Conner
Pour les articles homonymes, voir Conner.
John Conner (né le 27 décembre 1896 à Glasgow en Écosse et mort à une date inconnue) est un joueur de football écossais qui évoluait au poste d'attaquant.

## Palmarès
Crystal Palace
- Championnat d'Angleterre D3 (1) :
  - Champion : 1920-21 (Sud).
  - Meilleur buteur : 1920-21 (28 buts).